# Васил Кръстев (строител)
Вижте пояснителната страница за други личности с името Васил Кръстев.
Васил Кръстев Трошев е български и югославски предприемач и строител от XX век.

## Биография
Васил Кръстев е роден в 1889 година в битолското село Смилево, тогава в Османската империя, в големия строителен род Трошеви. Негов баща е Кръсте Трошев (1862), който също е майстор строител и строи в Битолско. Васил Кръстев има собствена тайфа от 10 - 15 души, представител на Смилевската школа на Дебърската художествена школа. С тайфата си строи училища, държавни постройки, селски кооперации и други обекти.